# La Favorita (film)

La Favorita est un film italien réalisé par Cesare Barlacchi en 1952. Il est tiré de l'opéra du même nom de Gaetano Donizetti.
Sophia Loren, créditée Sofia Lazzaro, interprète l'un de ses premiers rôles importants au cinéma. Elle n'a alors à son actif qu'une douzaine d'apparitions ou figurations sous le nom de Sofia Scicolone et trois autres films sous le nom de Sofia Lazzaro. Ce film sera d'ailleurs le dernier film qu'elle tournera sous le nom de Sofia Lazzaro .

## Synopsis
Leonora est l'amante du roi Alphonse de Castille, mais elle aime aussi le jeune Fernando. En apprenant ce sentiment entre les deux jeunes, le roi les  marie, mais lorsque Fernando découvre le passé de son épouse, il l'abandonne.

## Fiche technique
- Titre original : La favorita
- Réalisation : Cesare Barlacchi
- Scénario : Cesare Barlacchi
- Producteurs : Luigi Mazzullo, Salvatori Strati
- Maison de production : M.A.S. Film
- Musique : Alessandro Cicognini
- Genre : Drame - musical
- Durée : 82 min
- Son : Mono
- Couleur : Noir/Blanc
- Aspect Ratio : 1.37 : 1
- Pays : Italie
- Langue : Italien
- Année de sortie : 
  -  Italie : 1952[1]
  -  États-Unis : 1953[1]

## Distribution
- Gino Sinimberghi : Fernando
- Sofia Lazzaro : Leonora di Guzman
- Paolo Silveri : Alfonso XI, roi de Castille
- Alfredo Colella : Balthasar [1]